# Josef Baše

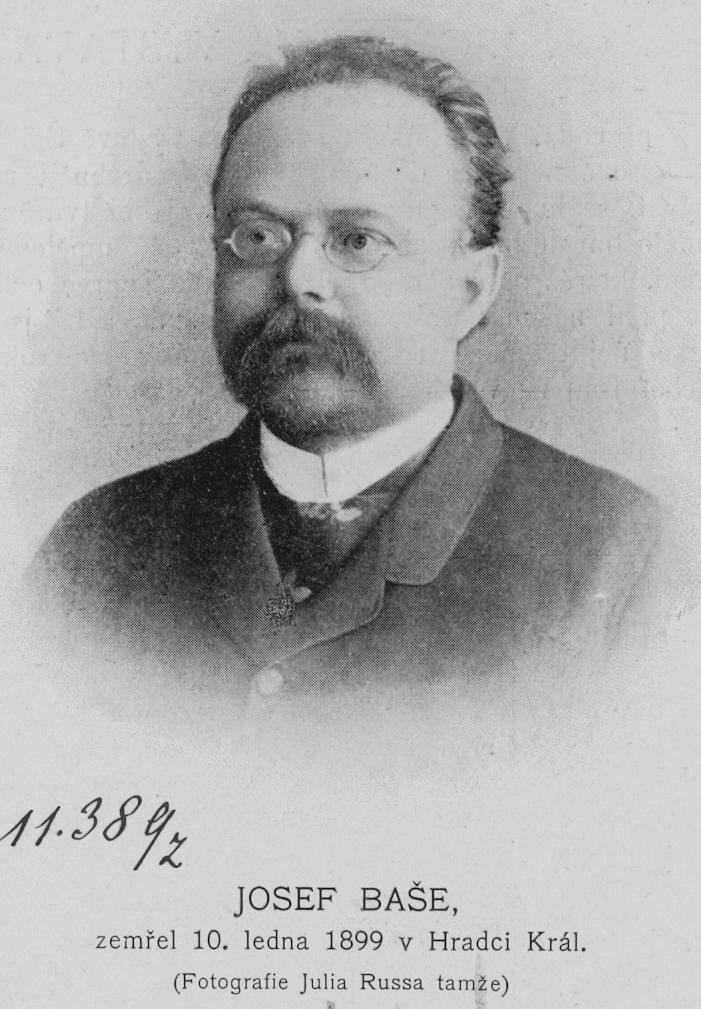
Josef Baše

Josef Baše, född 31 mars 1850 i Jílovice, död 10 januari 1899 i Hradec Králové, var en tjeckisk poet.
Baše var verksam som advokat i Hradec Králové. Hans andliga dikter, som först publicerades under pseudonymen E. Antonowicz, utgavs sedan i två samlingar med titel Otčenáš (Fader vår) och Kytice Z pízní duchovních ("Blombukett av andliga visor"). Bäst är hans Silhouetty (1883), en mindre samling romanser och ballader i starkt koncentrerad form.